# Historia Longobardów

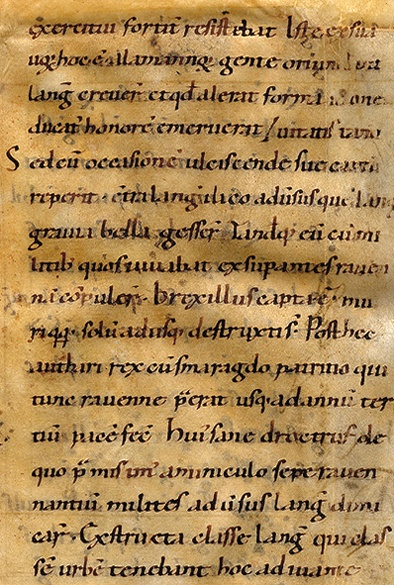
Historia Langobardorum – Manuskrypt salzburski

Historia Longobardów (łac. Historia Langobardorum) – główne dzieło mnicha benedyktyńskiego Pawła Diakona, napisane pod koniec VIII wieku, opisujące historię ludu Longobardów od ich mitycznych początków aż do śmierci króla Liutpranda w 743. Zawiera także sporo informacji na temat Bizancjum oraz Franków. Jest jednym z ważniejszych źródeł do dziejów Italii i Europy w wieku VII i VIII.

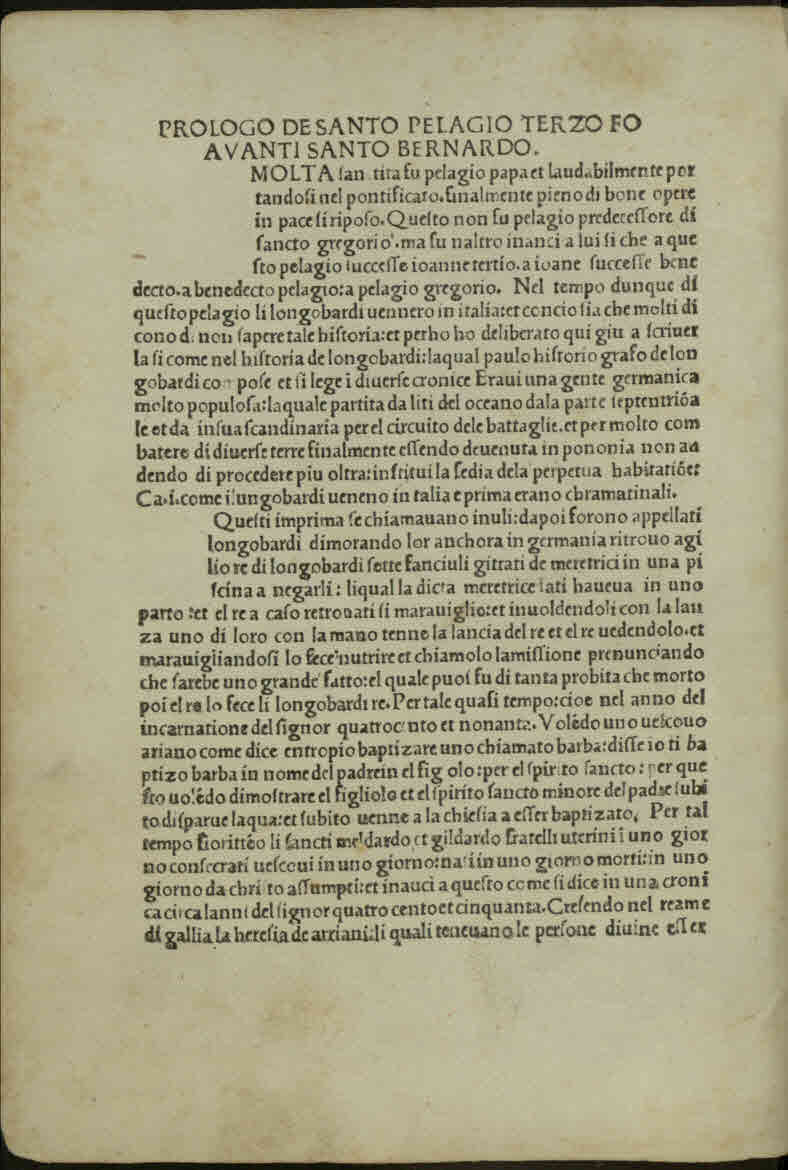
Historia Langobardorum (1480)

Jako źródeł pierwotnych Paweł Diakon użył dokumentu zwanego Origo gentis Langobardorum oraz Liber pontificalis, zaginionej obecnie historii Sekundusa z Trydentu, zaginionych roczników miasta Benewentu. Posiłkował się też dość swobodnie dziełami benedyktyna Bedy Czcigodnego, biskupa Grzegorza z Tours i Izydora, arcybiskupa Sewilli.
Dzieło nie jest kompletne, składa się z sześciu ksiąg napisanych po 787 r. ale nie później niż 796 r. prawdopodobnie w klasztorze na Monte Cassino.

## Polskie tłumaczenie
- Paweł Diakon: Historia rzymska. Historia Longobardów. Tłumaczenie i komentarz Ignacy Lewandowski. Warszawa: Instytut Wydawniczy „Pax”, 1995. ISBN 83-21114520. Brak numerów stron w książce